# 越王楼

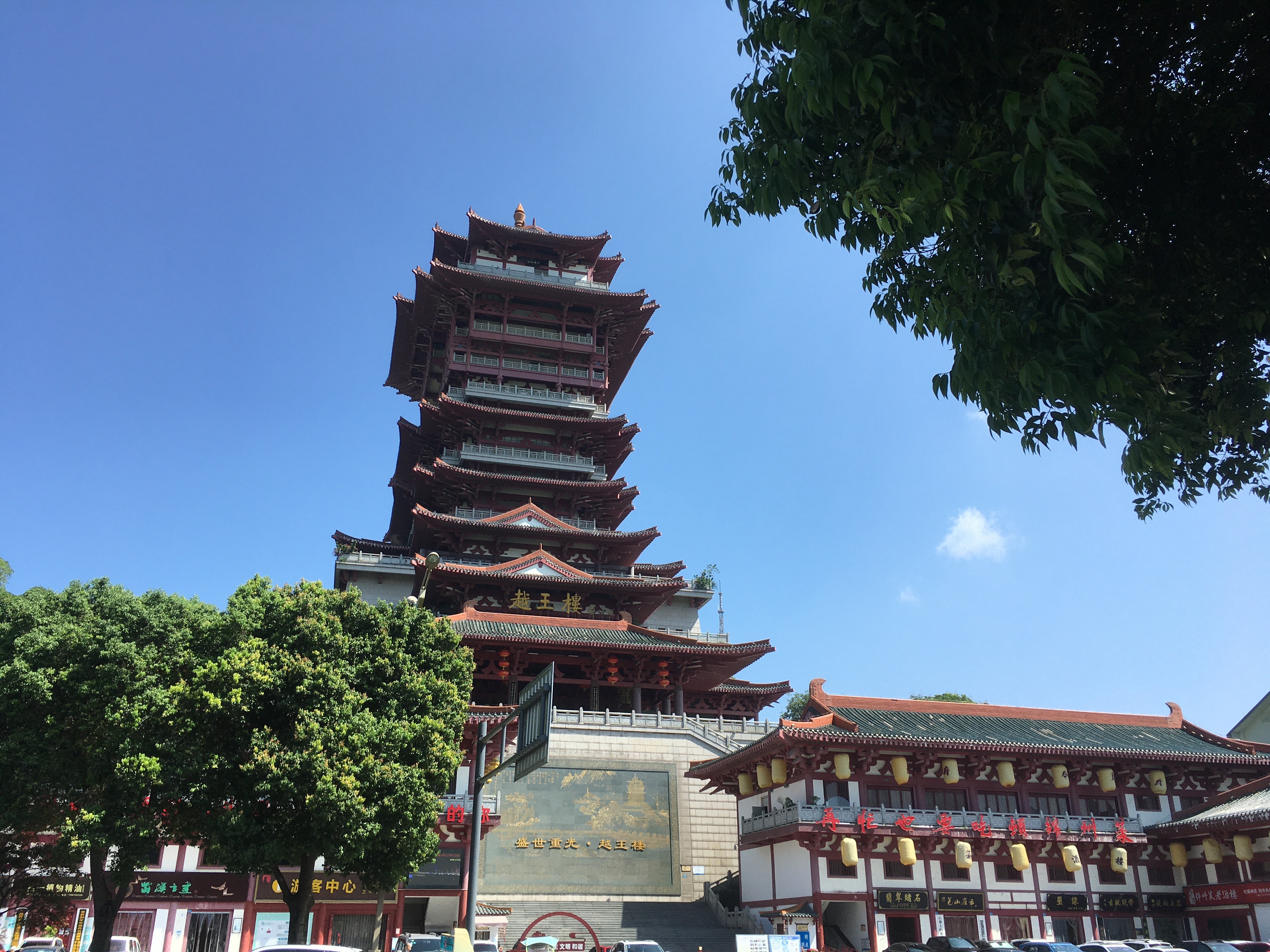

越王楼坐落于四川省绵阳市龟山上，是中国四大名楼之一。由唐太宗第八个儿子越王李贞任绵州刺史时所建。其时高百尺（30米），是四大名楼中最高楼。越王楼曾多次被毁和重建。现时的越王楼重建于2010年。人稱“唐家帝子楼”、“天下诗文第一楼”。

## 历史
公元656年，越王李贞修建越王楼。安史之亂于唐天宝十四年（公元755年）爆发，十五年的六月，唐玄宗逃难西蜀，曾來到越王楼。晚唐没有越王楼的记载，而仅有《绵州图经》对越王台（越王楼基）的记录。但南宋有陸游的《登越王楼》和画家赵伯驹所作的越王楼图轴作证越王楼的存在。故推测越王楼于唐末宋初被破坏，后又被修整。元、明，越王楼又曾两度被毁，两度重建。元朝重建之规模已无从考证，明朝则有《越王楼记》可考。其文详细记载其时越王楼重建之规模。明末再度被毁，有清朝李调元《绵州越王台故垒》中“不见越王台，但见清江流”为证。不仅越王楼被毁，越王台也几乎消失殆尽。

## 重建
越王楼的重建计划于1980年代已有记录。重建工程从2001年开始，到2010年主体外形完工。历时10年。今越王楼高百米（99米）。仍为四大名楼第一高楼。